# HD208525
HD208525 — хімічно пекулярна зоря спектрального класу A1, що має видиму зоряну величину в смузі V приблизно  9,1.
Вона  розташована на відстані близько 1009,8 світлових років від Сонця.

## Пекулярний хімічний склад
Зоряна атмосфера HD208525 має підвищений вміст 
Si
.